# 山本暲
山本 暲（やまもと すすむ、1896年〈明治29年〉9月9日 – 1965年〈昭和40年〉12月21日）は、日本の政治家、弁護士。高知市長（1期）。在任中、 板垣退助邸荒廃破却事件を起し文化財の破壊を行った。

## 来歴

### 生い立ち
高知県高岡郡久礼村（現在の中土佐町）出身。高知県立第一中学校（現在の高知県立高知追手前高等学校）に入るが中退。中退後早稲田大学専門部に入学したがここも中退した。高等文官試験行政科、司法科の両方を受けて合格。各県の特高課長や沖縄、広島各県の学務部長、熊本、岡山各県の経済部長などを務め、岐阜県内務部長となる。
1947年（昭和22年）公選制となった高知市長選挙に立候補し、当選。高知市は高知大空襲による戦災に加え、1946年（昭和21年）暮れに起きた南海大地震で打撃を受けた。しかし、山本は市長として、まず手掛けたのは市民の住宅の再建で、1千戸余りの住宅を確保した。復興には都市計画に基づく区画整理や換地処理が急務となり、同時に道路や公園、上下水道などの工事も推進しなければならなかった。その実施には市民との間に生活に関わる多くの問題が生じた。代表的な事件としては板垣退助邸荒廃・破却事件が挙げられる。

### 板垣退助邸荒廃・破却事件
松尾富功禄から大野勇までは、郷土の偉人板垣退助を顕彰する板垣会（財団法人板垣伯銅像記念碑建設同志会）の会長を高知市長が兼任し、事務局も高知市役所内に置かれたが、前任の市長・大野勇が公職追放によって失職した際、板垣会と高知市長が代表を兼任する関係性が断たれた。1946年（昭和21年）暮れに起きた南海大地震の結果、戦後の住宅難と震災の影響により、文化財として扱われてきた500坪の旧板垣退助邸（保存のため高知市九反田に移転されていたもの）を、転用住宅（仮設住宅）として転用し、11世帯35名を、1947年（昭和22年）から4年間にわたり使用させたことにより、階下15畳の大広間の建具の紛失、松竹図柄の価値のある襖絵は5枚を残して総て消失、二階は傷んで崩れかかり、建屋も傾きつっかい棒で支える状態となり、高知市は最終的に修築を断念し破壊させた。この時、同年4月の選挙に敗れて職を退いていた山本は、責任問題となることを恐れてメディアからの取材を逃げ周り、やむを得ず助役が対応にあたっている。

### 市長退任後
山本は1951年（昭和26年）4月、市長選挙で元衆議院議員の氏原一郎に敗れた。落選後は弁護士となり、改進党高知県連幹事長、高知信用組合組合長、赤岡簡易裁判所判事などを務めた。